# Ngougbia
Ngougbia est une commune rurale de la préfecture de la Ouaka, en République centrafricaine. Elle s’étend au sud-est de la ville de Bambari.

## Géographie
La commune est située à l’est de la préfecture de la Ouaka. Elle est limitrophe de la Basse-Kotto. La plupart des villages sont localisés sur l’axe : Bambari – Alindao, route nationale RN2.
| Bambari       | Danga-Gboudou |              |
| Pladama-Ouaka | Ngougbia      | Yambélé-Ewou |
|               | Cochio-Toulou |              |

## Villages
La commune compte 48 villages en zone rurale recensés en 2003 : Akoumba 1, Akoumba 2, Arabe, Badja 1, Badja 2, Batobadja 1, Batobadja 2, Batobadja 4, Bokolobo 1, Bokolobo 2, Bokolobo 3, Bokolobo Peulh, Bougoua, Bougoua, Bouma 1, Bouma 2, Dengbondji, Digui, Digui Peulh, Doungba, Gbakatara, Gbaya, Gbereou, Gobou, Govo, Guemet, Kanga, Klangboyo 2, Kongo 1, Kongokouba, Kozoboua, Kozokongo, Leka, Lihou 1, Lihou 2, Maleho, Matchika, Mene, Ngakobo 1, Ngakobo 2, Ngakobo 3, Ngaloa, Ngbougou, Ngboundou, Pandou, Taho, Womba, 
Yangouya.

## Éducation
La commune compte 8 écoles publiques : à Yangoya, Bokolobo, Batobadja, Matchika, Liwa et Ngakobo.